# Graach an der Mosel
Graach an der Mosel település Németországban, Rajna-vidék-Pfalz tartományban. Lakosainak száma 662 fő (2023. december 31.).

## Népesség
A település népességének változása:
| Lakosok száma | 937  | 664  | 639  | 641  | 647  | 662  |
|               | 1975 | 2017 | 2019 | 2021 | 2022 | 2023 |